# Escuela Preparatoria Westbury (Houston)
La Escuela Preparatoria Westbury (Westbury High School) es una escuela preparatoria en el distrito Brays Oaks de Houston, Texas, cerca del barrio Westbury. Como una parte del Distrito Escolar Independiente de Houston (HISD por sus siglas en inglés), sirve barrios en el suroeste de Houston, y la parte de la ciudad de Missouri City en el Condado de Harris.

## Historia
La preparatoria se abrió en 1961.
En mayo de 2001, el distrito escolar anunció que el ala Gasmer, un ala de tres pisos y el la más antigua, tenido concreto que era muy débil, y por lo tanto inseguro. HISD demolió el ala antigua y construyó una nueva estructura.
En el otoño de 2005, HISD aceptó a estudiantes de Nueva Orleans que dejaron la ciudad a causa del huracán Katrina. En diciembre de 2005, una lucha que involucró a los estudiantes de Nueva Orleans resultó en 27 arrestos.
En 2008, algunos incidentes fuera del campus, relacionados con pandillas, involucraron a los estudiantes de Westbury que se mataron a tiros. La administración de la preparatoria aumentó las patrullas policiales y estableció reuniones de estudiantes a clérigos.
En 2010, el distrito compró dos complejos de apartamentos para agregar más espacio a la escuela.

## Normas
El código de vestuario estándar, o el uniforme escolar, se estableció inicialmente por la directora Ivy Levingston. Un artículo del Houston Chronicle afirmó que una intención del código de vestuario es la eliminación de los colores de las pandillas.